# WTA Challenger de Cáli
O WTA Challenger de Cáli – ou Cali Open, atualmente – é um torneio de tênis profissional feminino, de nível WTA 125.
Realizado em Cáli, no oeste da Colômbia, estreou em 2013. Promovido do circuito de entrada, teve dez anos de hiato e voltou em 2023. Os jogos são disputados em quadras de saibro durante o mês de novembro. Depois de 2023, não retornou para a temporada seguinte.

## Finais

### Simples
| Ano                                     | Campeã                   | Vice-campeã      | Resultado |
| --------------------------------------- | ------------------------ | ---------------- | --------- |
| 2024                                    | Irina-Camelia Begu       | Veronika Erjavec | 6–3, 6–3  |
| 2023                                    | Nadia Podoroska          | Paula Ormaechea  | 6–4, 6–2  |
| Torneio não realizado entre 2022 e 2014 |                          |                  |           |
| 2013                                    | Lara Arruabarrena-Vecino | Catalina Castaño | 6–3, 6–2  |

### Duplas
| Ano                                     | Campeãs                               | Vice-campeãs                       | Resultado        |
| --------------------------------------- | ------------------------------------- | ---------------------------------- | ---------------- |
| 2024                                    | Veronika Erjavec Kristina Mladenovic  | Tara Würth Katarina Zavatska       | 6–2, 7–64        |
| 2023                                    | Weronika Falkowska Katarzyna Kawa     | Kyoka Okamura You Xiaodi           | 6–1, 5–7, [10–6] |
| Torneio não realizado entre 2022 e 2014 |                                       |                                    |                  |
| 2013                                    | Catalina Castaño Mariana Duque Mariño | Florencia Molinero Teliana Pereira | 3–6, 6–1, [10–5] |